# Eleição municipal de Castanhal em 2024
A eleição municipal da cidade de Castanhal em 2024 ocorreu no dia 6 de outubro (primeiro turno) , com o objetivo de eleger um prefeito, um vice-prefeito e 21 vereadores responsáveis pela administração da cidade, que terá seu início em 1° de janeiro de 2025, e terá seu término em 31 de dezembro de 2028. O atual prefeito Paulo Titan, do Movimento Democrático Brasileiro (MDB), está apto, e disputou um novo mandato a frente do poder executivo municipal, sendo derrotado pelo deputado federal e ex-prefeito Hélio Leite, do União Brasil, que recebeu 43,77% dos votos válidos, correspondente a 49.082 votos nominais, marcando seu retorno ao Palácio Maximino Porpino da Silva após 12 anos do fim de seu mandato.

## Contexto

### Eleição anterior
O engenheiro civil e ex-prefeito Paulo Titan, filiado ao Movimento Democrático Brasileiro (MDB), foi eleito prefeito de Castanhal com 26.857 votos (26,97%), derrotando o então mandatário Pedro Coelho, do Cidadania, que obteve 24.457 votos (24,56%). Mylene Costa (PSD) ficou na 3ª colocação, obtendo 19.016 votos (19,10%), e Júnior Hage (PDT) ficou na 4ª colocação, obtendo 14.531 votos (14,59%). Outros candidatos somaram 14.717 votos (14,78%).

### Eleições gerais de 2022
Nas eleições para governador, Helder Barbalho (MDB) foi reeleito em primeiro turno obtendo 62.867 votos (58,96%), contra 40.544 votos (38,03%) de Zequinha Marinho (PL) em Cametá. Os outros candidatos somaram 3.209 votos (3,01%) na cidade.
Já no primeiro turno das eleições presidenciais, Jair Bolsonaro (PL) obteve 52.329 votos (46,53%) contra 49.819 votos (44,29%) de Luiz Inácio Lula da Silva (PT) no município. Outros candidatos somaram 10.324 votos (9,18%). No segundo turno, Bolsonaro obteve 58.469 votos (52,25%) e Lula obteve 53.437 votos (47,75%) na região.

## Calendário eleitoral
| Início        | Fim           | Atividades | Status    |
| ------------- | ------------- | --- | --------- |
| 7 de março    | 5 de abril    | Janela partidária para vereadores trocarem de partido visando concorrer às eleições sem perder o mandato. | Realizado |
| 6 de abril    | 6 de abril    | Data-limite para todas as legendas e federações partidárias obterem o registro dos estatutos no TSE e para todos os candidatos terem domicílio eleitoral na circunscrição em que desejam disputar as eleições com a filiação deferida pelo partido. | Realizado |
| 15 de maio    | 15 de maio    | Início da campanha de arrecadação prévia de recursos na modalidade de financiamento coletivo para pré-candidatos, sem realização de pedidos de voto e obedecendo a regras relativas à propaganda eleitoral na Internet.                             | Realizado |
| 20 de julho   | 5 de agosto   | Realização de convenções partidárias para deliberar sobre coligações e escolher candidatos às prefeituras e aos cargos de vereador. Os partidos têm até 15 de agosto para registrar os nomes na Justiça Eleitoral.                                  | Realizado |
| 16 de agosto  | 16 de agosto  | Início das campanhas eleitorais de forma igualitária, podendo qualquer publicidade ou manifestação com pedido explícito de voto antes da data ser considerada irregular e multada.                                                                  | Realizado |
| 30 de agosto  | 3 de outubro  | Veiculação da propaganda eleitoral gratuita no rádio e na televisão. | Realizado |
| 6 de outubro  | 6 de outubro  | Realização do primeiro turno das eleições municipais. | Realizado |
| 11 de outubro | 25 de outubro | Veiculação da propaganda eleitoral gratuita no rádio e na televisão para o segundo turno. | Realizado |
| 27 de outubro | 27 de outubro | Realização de um eventual segundo turno nas cidades com mais de 200 mil eleitores em que o candidato a prefeito mais votado não tenha atingido a metade mais um dos votos válidos.                                                                  | Realizado |

## Candidatos à prefeitura
| Nº | Prefeito(a)  | Prefeito(a)  | Prefeito(a)       | Prefeito(a) | Vice Prefeito(a) | Vice Prefeito(a) | Vice Prefeito(a) | Vice Prefeito(a)  | Vice Prefeito(a)                                       | Coligação Partido(s) |
| Nº | Candidato(a) | Candidato(a) | Partido Federação | Cargos relevantes | Candidato(a)     | Candidato(a)     | Candidato(a)     | Partido Federação | Cargos relevantes                                      | Coligação Partido(s) |
| -- | ------------ | ------------ | ----------------- | --- | ---------------- | ---------------- | ---------------- | ----------------- | ------------------------------------------------------ | --- |
| 15 |              | Paulo Titan  | MDB               | - Prefeito de Castanhal (1983 - 1988, 1997 - 2004, 2013 - 2016, 2021 - 2024) - Deputado Federal (1991 - 1997) - Engenheiro Civil                                                                                 |                  |                  | Ênio Monteiro    | PRD               | - Vice-Prefeito de Castanhal (2021 - 2024) - Professor | Pra Castanhal seguir em frente MDB, PRD, PDT, PSB e Solidariedade                                                          |
| 22 |              | Pedro Coelho | PL                | - Prefeito de Castanhal (2017 - 2020) - Arquiteto |                  |                  | Dolores Lopes    | PL                | - Comerciante                                          | Sem Coligação |
| 30 |              | Davi Rocha   | NOVO              | - Jornalista e Radialista |                  |                  | Samara Pinheiro  | NOVO              | - Dona de casa                                         | Sem coligação |
| 44 |              | Hélio Leite  | UNIÃO             | - Deputado Federal (2015 - 2024) - Prefeito de Castanhal (2005 - 2012) - Deputado Estadual (1999 - 2004) - Vice-Prefeito de Castanhal (1997 - 1998) - Vereador por Castanhal (1989 - 1996) - Corretor de Imóveis |                  |                  | Mylene Costa     | PSD               | - Médica                                               | União por Castanhal UNIÃO, PSD, FEBrasil (PT, PCdoB e PV), PP, Republicanos, PODE, Federação PSDB Cidadania, Avante e PRTB |

### Candidatura inapta
| Nº | Prefeito(a)  | Prefeito(a)   | Prefeito(a)              | Prefeito(a)       | Vice Prefeito(a) | Vice Prefeito(a) | Vice Prefeito(a) | Vice Prefeito(a)         | Vice Prefeito(a)  | Coligação Partido(s) |
| Nº | Candidato(a) | Candidato(a)  | Partido Federação        | Cargos relevantes | Candidato(a)     | Candidato(a)     | Candidato(a)     | Partido Federação        | Cargos relevantes | Coligação Partido(s) |
| -- | ------------ | ------------- | ------------------------ | ----------------- | ---------------- | ---------------- | ---------------- | ------------------------ | ----------------- | -------------------- |
| 50 |              | Deybe Modesto | PSOL Federação PSOL REDE | - Professor       |                  |                  | Clarice Bastos   | PSOL Federação PSOL REDE | - Estudante       | Sem Coligação        |

## Candidatos à vereança
A regra eleitoral permite que um Partido ou Federação indique uma chapa que contenha, no máximo, 100% das vagas em disputa mais 1. No caso de Castanhal, o número máximo de candidaturas é de 22.
A tabela a seguir apresenta o número de candidaturas em cada Partido e Federação, estando agrupados a partir de coligações na disputa do poder executivo. Lembre-se que a coligação em eleições proporcionais não existe mais no Brasil, sendo demonstrada a coligação majoritária apenas a título de visualização agrupada.
| Coligação ao executivo                              | Partido ou federação | Partido ou federação | Candidatos | Candidatos | Candidatos | Candidatos |
| --------------------------------------------------- | -------------------- | -------------------- | ---------- | ---------- | ---------- | ---------- |
| União por Castanhal (165 candidatos)                |                      |                      |            |            |            |            |
|                                                     | UNIÃO                | 22                   | 22         | 22         | 22         |            |
|                                                     | PP                   | 22                   | 22         | 22         | 22         |            |
|                                                     | PSDB-Cidadania       | 22                   |            | PSDB       | 16         |            |
|                                                     | PSDB-Cidadania       | 22                   | Cidadania  | 6          |            |            |
|                                                     | FE Brasil            | 22                   |            | PT         | 10         |            |
|                                                     | FE Brasil            | 22                   | PV         | 10         |            |            |
|                                                     | FE Brasil            | 22                   | PCdoB      | 2          |            |            |
|                                                     | Republicanos         | 21                   | 21         | 21         | 21         |            |
|                                                     | PSD                  | 21                   | 21         | 21         | 21         |            |
|                                                     | PODE                 | 21                   | 21         | 21         | 21         |            |
|                                                     | Avante               | 14                   | 14         | 14         | 14         |            |
| Pra Castanhal seguir em frente (87 candidatos)      |                      |                      |            |            |            |            |
|                                                     | MDB                  | 22                   | 22         | 22         | 22         |            |
|                                                     | PDT                  | 22                   | 22         | 22         | 22         |            |
|                                                     | PRD                  | 22                   | 22         | 22         | 22         |            |
|                                                     | PSB                  | 21                   | 21         | 21         | 21         |            |
| Partidos e federações não coligadas (40 candidatos) |                      |                      |            |            |            |            |
|                                                     | PL                   | 21                   | 21         | 21         | 21         |            |
|                                                     | NOVO                 | 19                   | 19         | 19         | 19         |            |
| Total                                               | Total                | Total                | 292        | 292        | 292        | 292        |

## Pesquisas eleitorais
As pesquisas buscam analisar como seria o resultado da eleição se ela ocorresse no dia em que os dados dos entrevistados foram coletados, não tendo como objetivo pela porcentagem de confiança, prever o resultado final da eleição.
| Fonte            | Data(s) conduzidas | Amostragem | Hélio Leite UNIÃO | Paulo Titan MDB    | Pedro Coelho PL | Davi Rocha NOVO | Outros | Abst. Indec. | Vantagem | Ref.   |       |       |      |       |       |      |       |
| ---------------- | ------------------ | ---------- | ----------------- | ------------------ | --------------- | --------------- | ------ | ------------ | -------- | ------ | ----- | ----- | ---- | ----- | ----- | ---- | ----- |
| Fonte            | Data(s) conduzidas | Amostragem | Doxa              | 26/Set-01/Out/2024 | 500             | 31,8%           | Outros | Abst. Indec. | Vantagem | Ref.   | 39,2% | 12,0% | 3,4% | [ a ] | 13,6% | 7,4% | [ 8 ] |
| 36,8%            | 45,4%              | 13,19%     | Doxa              | 26/Set-01/Out/2024 | 500             | 3,9%            | [ c ]  | 8,6%         |          |        |       |       |      | [ a ] |       |      | [ 8 ] |
| Skala            | 25/Set-29/Set/2024 | 740        | 32,4%             | 39,5%              | 10,4%           | 5,8%            | [ d ]  | 11,9%        | 7,1%     | [ 9 ]  |       |       |      |       |       |      |       |
| Exata            | 19/Set-21/Set/2024 | 997        | 42,43%            | 35,61%             | 7,12%           | 6,42%           | [ f ]  | 8,42%        | 6,82%    | [ 10 ] |       |       |      |       |       |      |       |
| Exata            | 19/Set-21/Set/2024 | 997        | 46,33%            | 38,88%             | 7,78%           | 7,01%           | [ f ]  | [ h ]        | 7,45%    | [ 10 ] |       |       |      |       |       |      |       |
| Foco             | 16/Set-18/Set/2024 | 1.200      | 42,2%             | 33,8%              | 6,3%            | 3,8%            | [ i ]  | 13,0%        | 8,4%     | [ 11 ] |       |       |      |       |       |      |       |
| Doxa             | 22/Jun-25/Jul/2024 | 500        | 28,7%             | 36,8%              | 15,3%           | 1,8%            | [ j ]  | 17,4%        | 8,1%     | [ 12 ] |       |       |      |       |       |      |       |
| Paraná Pesquisas | 21/Jul-24/Jul/2024 | 700        | 35,4%             | 28,9%              | 17,6%           | 4,4%            | [ l ]  | 12,8%        | 6,5%     | [ 13 ] |       |       |      |       |       |      |       |
| Acertar          | 18/Jul-22/Jul/2024 | 780        | 41,6%             | 34,3%              | 18,0%           | 5,0%            | [ n ]  | 1,1%         | 7,3%     | [ 14 ] |       |       |      |       |       |      |       |
| Doxa             | 12/Jun-14/Jun/2024 | 400        | 21,2%             | 27,7%              | 15,8%           | 3,0%            | [ o ]  | 25,2%        | 6,5%     | [ 15 ] |       |       |      |       |       |      |       |
| Doxa             | 2/Mar-5/Mar/2024   | 400        | 25,6%             | 35,8%              | 10,4%           | 3,3%            | [ q ]  | 17%          | 10,2%    | [ 16 ] |       |       |      |       |       |      |       |

## Resultados

### Prefeito
| Candidato(a)                                             | Candidato(a)                                             | Vice                                                     | 1º turno 6 de outubro | 1º turno 6 de outubro |
| Candidato(a)                                             | Candidato(a)                                             | Vice                                                     | Votação               | Votação               |
| Candidato(a)                                             | Candidato(a)                                             | Vice                                                     | Total                 | Percentagem           |
| -------------------------------------------------------- | -------------------------------------------------------- | -------------------------------------------------------- | --------------------- | --------------------- |
|                                                          | Hélio Leite (UNIÃO)                                      | Mylene Costa (PSD)                                       | 49.082                | 43,77%                |
|                                                          | Paulo Titan (MDB)                                        | Ênio Monteiro (PRD)                                      | 40.480                | 36,10%                |
|                                                          | Pedro Coelho (PL)                                        | Dolores Lopes (PL)                                       | 14.400                | 12,84%                |
|                                                          | Davi Rocha (NOVO)                                        | Samara Pinheiro (NOVO)                                   | 8.179                 | 7,29%                 |
| → Total de votos válidos                                 | → Total de votos válidos                                 | → Total de votos válidos                                 | 112.141               | 95,65%                |
| → Votos em branco                                        | → Votos em branco                                        | → Votos em branco                                        | 2.051                 | 1,75%                 |
| → Votos nulos                                            | → Votos nulos                                            | → Votos nulos                                            | 3.050                 | 2,60%                 |
| Total                                                    | Total                                                    | Total                                                    | 117.242               | 82,47%                |
| Abstenções                                               | Abstenções                                               | Abstenções                                               | 24.917                | 17,53%                |
| Total de inscritos                                       | Total de inscritos                                       | Total de inscritos                                       | 142.159               | 100%                  |
| Relação da população municipal ao total de votos válidos | Relação da população municipal ao total de votos válidos | Relação da população municipal ao total de votos válidos | 207.603               | ~54,02%               |
| Relação da população municipal ao total de inscritos     | Relação da população municipal ao total de inscritos     | Relação da população municipal ao total de inscritos     | 207.603               | ~68,48%               |

### Vereadores Eleitos
Foram eleitos 21 vereadores para a Câmara Municipal de Castanhal.

  MDB: 5
  UNIÃO: 3
  PRD: 3
  PSD: 3
  PDT: 2
  PSB: 2
  PV: 2
  PSDB: 1

| Vereadores | Vereadores           | Partido | Votação | %     | Cidade onde nasceu | UF       |
| ---------- | -------------------- | ------- | ------- | ----- | ------------------ | -------- |
|            | Diego Saliba         | MDB     | 2.895   | 2,56% | Castanhal          | Pará     |
|            | Vânia Nascimento     | MDB     | 2.800   | 2,47% | Castanhal          | Pará     |
|            | Everton Matos        | PSD     | 2.308   | 2,04% | Castanhal          | Pará     |
|            | Cláudia Seabra       | PDT     | 2.195   | 1,94% | Castanhal          | Pará     |
|            | Sérgio Leal          | PDT     | 2.170   | 1,92% | Castanhal          | Pará     |
|            | José Arledo Marques  | PV      | 2.151   | 1,90% | Capitão Poço       | Pará     |
|            | Nivan Noronha        | UNIÃO   | 1.977   | 1,74% | Parambu            | Ceará    |
|            | Naldo Imperial       | PSD     | 1.975   | 1,74% | Coroatá            | Maranhão |
|            | Welton Marlon        | MDB     | 1.972   | 1,74% | Castanhal          | Pará     |
|            | Regina Abreu         | MDB     | 1.899   | 1,68% | Castanhal          | Pará     |
|            | Adonay Félix         | MDB     | 1.823   | 1,61% | Ourém              | Pará     |
|            | Marcelinho Moreira   | PV      | 1.767   | 1,56% | Mãe do Rio         | Pará     |
|            | Carlinhos Bacabal    | PRD     | 1.646   | 1,45% | Castanhal          | Pará     |
|            | Rita Souza           | PSB     | 1.485   | 1,31% | Tauá               | Ceará    |
|            | Alacir Vieira Junior | PSD     | 1.452   | 1,28% | Iporá              | Goiás    |
|            | Elton Sampaio        | PRD     | 1.435   | 1,27% | Castanhal          | Pará     |
|            | Juraci dos Anjos     | UNIÃO   | 1.424   | 1,26% | Castanhal          | Pará     |
|            | Rafael Galvão        | PSDB    | 1.339   | 1,18% | Castanhal          | Pará     |
|            | Valdecir Santiago    | UNIÃO   | 1.318   | 1,16% | Belém              | Pará     |
|            | Isaque Paiva         | PRD     | 1.269   | 1,12% | Tauá               | Ceará    |
|            | Alfredo Barbosa      | PSB     | 1.227   | 1,08% | Castanhal          | Pará     |